# Famille Hobeika
La famille Hobeika est une famille maronite du Liban, branche de la seigneurie féodale El Chemor de la maison royale Ghassanide.
La famille El Chemor a gouverné la région d’Akoura dans les hauteurs de Byblos de 1211 à 1633 et la région de Zgharta dans le Nord de 1641 à 1747. Elle tire son nom du dernier roi Ghassanide Jablah VI Abu Chemor (632-638). Une branche installée à Beit Habbak dans Byblos a pris le nom d’Hobeika. Elle est aujourd’hui représentée dans différentes régions notamment à Baskinta.
Le prêtre maronite Aghnatios Tanios El Khoury de l’Ordre libanais donne des informations détaillées sur l’histoire de la famille Chemor et en cite les branches subsistantes dont Hobeika dans un livre paru en 1948 et considéré comme référence.